# Lança-granada
Heckler & Koch GMG (Alemanha).
Um lança-granada é um dispositivo ou arma que lança granadas com maior acurácia, alta velocidade e distâncias maiores que um soldado poderia jogar com a mão.

## Lançador de granadas
Um lançador de granadas, no que diz respeito ao carregamento, pode ser uma arma monotiro (geralmente retrocarregado), semiautomático ou automático.
Grandes lançadores de granadas também podem ser acopladas em veículos terrestres ou embarcações.

## Bocal lançador de granadas
Algumas armas podem receber um acessório para o lançamento de granadas.
|  |  |  |